# ماي فتنس بال
ماي فتنس بال (بالإنجليزية: MyFitnessPal)‏ هو تطبيق وموقع للهواتف الذكية يتتبع النظام الغذائي والتمارين الرياضية، يستخدم التطبيق عناصر التحفيز لتحفيز المستخدمين، لتتبع العناصر الغذائية، يمكن للمستخدمين إما مسح الرموز الشريطية للعناصر الغذائية المختلفة أو العثور عليها يدويًا في قاعدة البيانات الكبيرة الموجودة مسبقًا في التطبيق، يمكن للمستخدمين أيضًا ربط حساب ماي فتنس بال الخاص بهم بتطبيقات اللياقة البدنية الأخرى مثل فيتبيت وسامسونج هيلث والمزيد.

## تاريخ
في فبراير 2015، استحوذت شركة آندر آرمور على ماي فتنس بال.
في أكتوبر 2020، أعلنت شركة آندر آرمور أنه سيتم بيع ماي فتنس بال لشركة الأسهم الخاصة فرانسيسكو بارتنرز [الإنجليزية] مقابل 345 مليون دولار، وأنها ستغلق إندوموندو [الإنجليزية].